# Tettigoniopsis ikezakii
Tettigoniopsis ikezakii är en insektsart som beskrevs av Yamasaki 1983. Tettigoniopsis ikezakii ingår i släktet Tettigoniopsis och familjen vårtbitare. Inga underarter finns listade i Catalogue of Life.